# Aitona
Aitona este o localitate în Spania în comunitatea Catalonia în provincia Lleida. În 2006 avea o populație de 2.370 locuitori.
1. ↑  Nomenclátor Geográfico de Municipios y Entidades de Población (20240402 edition)
2. ↑   https://www.3cat.cat/324/rosa-pujol-ciu-nova-alcaldessa-daitona-despres-de-prosperar-la-mocio-de-censura-contra-el-republica-pau-blanco/noticia/591267/ Lipsește sau este vid: |title= (ajutor)
3. 1 2   http://www.idescat.cat/pub/?id=aec&n=925&t=2016 Lipsește sau este vid: |title= (ajutor)